# 毛柄蒲儿根
毛柄蒲儿根（学名：Sinosenecio eriopodus）是菊科蒲儿根属的植物，是中国的特有植物。分布在中国大陆的湖南、湖北等地，生长于海拔820米的地区，多生长于山坡疏林下，目前尚未由人工引种栽培。